# Raymond Richard
Raymond Richard (Parijs, 12 augustus 1911 – ? ) is een Frans componist en dirigent.

## Levensloop
Richard studeerde compositie aan het Conservatoire national supérieur de musique in Parijs. In 1932 werd hij dirigent bij het Franse militair. In deze tijd was hij assistent van Francois-Julien Brun, toen dirigent van de Musique de la Garde Républicaine. Van 1969 tot 1972 was hij zelf chef-dirigent van de befaamde Musique de la Garde Républicaine in Parijs. 
Als componist zijn van hem vooral marsen voor harmonieorkest bekend. Hij heeft ook de bewerking voor harmonieorkest gedaan voor de Hymne de la Legion d'Honeur van Philippe Parès.

## Composities

### Werken voor harmonieorkest
- Allégresse
- Appels et Air de Revue
- Le Prévôt des Maréchaux
- Marche des Ratapolis du 129
- Marche du C.I.G.A.
- Welcome